# Шатонёф (Кот-д’Ор)
Шатонёф (фр. Châteauneuf) — коммуна во Франции. Находится в кантоне Пуйи-ан-Осуа округа Бон, департамент Кот-д’Ор, Бургундия. Входит в список самых красивых деревень Франции.
Код INSEE коммуны — 21152.

## Население
Население коммуны на 2010 год составляло 84 человека.
| 1962 | 1968 | 1975 | 1982 | 1990 | 1999 | 2010 |
| ---- | ---- | ---- | ---- | ---- | ---- | ---- |
| 71   | 66   | 63   | 62   | 63   | 83   | 84   |

## Экономика
В 2010 году среди 52 человек трудоспособного возраста (15—64 лет) 39 были экономически активными, 13 — неактивными (показатель активности — 75,0 %, в 1999 году было 67,9 %). Из 39 активных жителей работали 38 человек (23 мужчины и 15 женщин), безработной была 1 женщина. Среди 13 неактивных 2 человека были учениками или студентами, 10 — пенсионерами, 1 был неактивным по другим причинам.

## Достопримечательности
- Замок Шатонёф XII века, жилые дома XIV—XVI веков.